# Ion Constantinescu (Politiker)
Ion Constantinescu (* 14. April 1930 in Bukarest) ist ein ehemaliger rumänischer Politiker der Rumänischen Kommunistischen Partei PCR (Partidul Comunist Român), der unter anderem von 1983 bis 1984 Botschafter in Italien sowie zugleich von 1983 bis 1985 Botschafter in Malta sowie zwischen 1987 und 1988 Vize-Ministerpräsident im Kabinett Dăscălescu II war.

## Leben
Ion Constantinescu begann nach dem Besuch des Gymnasiums Liceul Nr. 1 in Bukarest 1949 ein Studium an der Fakultät für Maschinenbau des Polytechnischen Instituts Bukarest, das er 1953 als Maschinenbauingenieur beendete. Danach war er zwischen 1953 und 1962 als Maschinenbauingenieur und Serviceleiter der Flugzeugindustrie in Bukarest für das Ministerium für Nationale Verteidigung tätig und wurde 1961 Mitglied der damaligen Rumänischen Arbeiterpartei PMR (Partidul Muncitoresc Român). Er absolvierte zudem ein Studium an der Akademie für Sozial- und Politikwissenschaften „Ștefan Gheorghiu“, an der er einen Doktortitel erwarb. Er wurde 1962 Mitarbeiter des Betriebes Electromagnetica in Bukarest und war dort bis 1967 nacheinander als Serviceleiter, stellvertretender Chefingenieur für Produktion und schließlich als Chefingenieur tätig. 1967 wechselte er zum Industriekombinat für Automatisierung und war dort zunächst Technischer Direktor sowie anschließend von 1971 bis zum 15. November 1972 Generaldirektor. Im Anschluss war er zwischen dem 15. November 1972 und 1973 erstmals Vizeminister für Werkzeugmaschinenbau und Elektrotechnik sowie daraufhin von 1973 bis zum 25. März 1974 Generaldirektor des neu geschaffenen Industriekombinats für Elektronik und Automatisierung, ehe er zwischen dem 25. März 1974 und dem 10. April 1975 abermals als Vizeminister für Werkzeugmaschinenbau und Elektrotechnik fungierte. Er war 1974 außerdem Vorsitzender des Rates der Werktätigen im Industriekombinat für Elektronik und Automatisierung und auch Mitglied der Rumänisch-Japanischen Freundschaftsgesellschaft.
Auf dem Elften Parteitag der PCR (24. bis 27. November 1974) wurde Constantinescu zunächst Kandidat des Zentralkomitees (ZK) der PCR und behielt diese Funktion nach seinen Bestätigungen auf dem Zwölften Parteitag der PCR (19. bis 23. November 1979) sowie dem Dreizehnten Parteitag der PCR (19. bis 22. November 1984) bis zum 16. Dezember 1987. Er war zwischen dem 10. April und dem 18. November 1975 kurzzeitig als Leiter der Abteilung Internationale wirtschaftliche Zusammenarbeit und Außenhandel im Ministerium für Werkzeugmaschinenbau und Elektrotechnik sowie 1975 zeitweise auch als Mitglied des Obersten Rates für wirtschaftliche und soziale Entwicklung. Im Anschluss war er vom 18. November 1975 bis zum 8. Januar 1979 Generaldirektor des Bukarester Industriekombinats für Motoren und elektrotechnische Materialien und wurde am 24. März 1976 auch Mitglied des Rates für wirtschaftlich-soziale Organisation sowie 1979 Vorsitzender der Typisierungs- und Normungskommission für den Bereich Maschinenbau. Danach übernahm er vom 8. Januar 1979 bis zum  8. September 1981 den Posten als Vizeminister für die Maschinenbauindustrie. Daneben wurde er am 1. September 1979 Mitglied der Partei- und Staatskommission für Normung und Standardisierung in der Wirtschaft sowie zudem am 2. April 1980 Mitglied des Nationalen Rates für Wissenschaft und Technologie. Er bekleidete zwischen dem 8. September 1981 und dem 8. April 1983 das Amt als Vizeminister für Werkzeugmaschinenindustrie, Elektrotechnik und Elektronik.
Daraufhin wurde Ion Constantinescu in den auswärtigen Dienst abgeordnet und war zwischen dem 4. Juli 1983 und dem 7. Dezember 1984 außerordentlicher und bevollmächtigter Botschafter in Italien sowie zugleich vom 26. September 1983 bis zum 4. Juli 1985 Botschafter in Malta. Bereits am 7. Dezember 1984 wurde er in die Regierung berufen und amtierte bis zum 14. September 1987 als Staatssekretär in der Staatlichen Planungskommission. Daneben wurde er am 31. Dezember 1984 Mitglied des Zentralrats für Typisierung, Standardisierung, Normung und Qualität sowie am 31. Dezember 1985 Mitglied des Verwaltungskomitees des Nationalen Rates für Wissenschaft und Bildung. Zugleich wurde er am 14. Dezember 1986 Mitglied der Großen Nationalversammlung (Marea Adunare Națională), in der er bis 1989 den Bukarester Wahlkreis Nr. 26 „Alexandru Sahia“ vertrat.
Am 14. September 1987 wurde Constantinescu Vize-Ministerpräsident (Viceprim-ministru al Guvernului) im Kabinett Dăscălescu II und hatte dieses Amt bis zum 30. April 1988 inne, woraufhin Barbu Petrescu ihn ablöste. Auf einem ZK-Plenum wurde er am 16. Dezember 1987 Mitglied des ZK der PCR und gehörte diesem Gremium bis zum 24. November 1989 an. Nach seiner Entlassung aus der Regierung fungierte er zwischen August 1988 und dem 8. November 1989 als Direktor des Nationalen Instituts für Wärmekraftmaschinen in Bukarest sowie Mitglied des Parteikomitees der Stadt Bukarest, Mitglied des Büros des Parteikomitees des Bukarester Sektors 3 und auch Mitglied des Büros des Parteikomitees des Bukarester Industriekombinats für Motoren und elektrotechnische Materialien. Zuletzt war er vom 8. November 1989 bis zum 22. Dezember 1989 als Vizepräsident des Exekutivkomitees des Volksrates im Kreis Neamț. Außerdem wurde auf dem Vierzehnten Parteitag der PCR (20. bis 24. November 1989) schließlich Mitglied der Zentralen Revisionskommission (ZRK) und gehörte diesem Gremium bis zur Rumänische Revolution am 22. Dezember 1989 an.